# Giovanni Maria da Noto

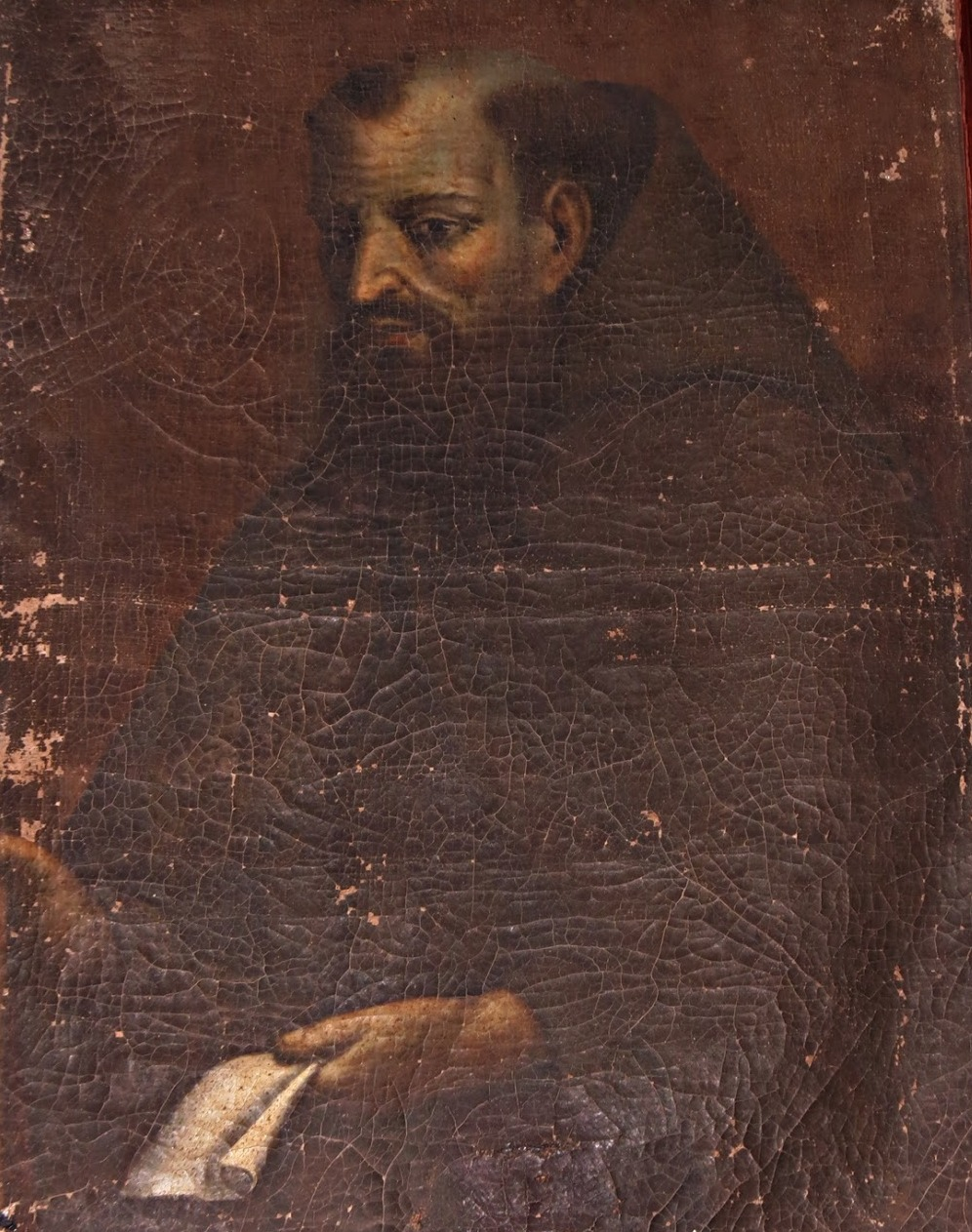
Padre Gianmaria da Noto

Padre Giovanni Maria da Noto (Noto, 1563 – Napoli, 4 febbraio 1631) è stato un religioso e presbitero italiano, ministro generale dell'Ordine dei frati minori cappuccini (O.F.M.Cap.) dal 1625 al 1631.

## Biografia
Entrato nell'Ordine dei frati minori cappuccini nel 1579, prese il nome di Giovanni Maria da Noto (maggiormente conosciuto come Gianmaria da Noto).
Ricoprì, negli anni, numerosi ed importanti incarichi: docente di teologia e filosofia, più volte guardiano, ministro provinciale delle province di Siracusa e Reggio Calabria, commissario generale a Otranto e Palermo.
Fu predicatore apprezzato e illuminato; così lo storico Nicosia riferisce, nelle sue Memorie storiche,  in merito ad una predicazione avvenuta nella città di Siracusa:
In tal dolorosa carestia molti perivan di fame, senza che alcun porgesse caritativo soccorso. Un giorno il fervido predicatore [...] proferì queste parole :
“Fatevi pure buon animo, attendete al servizio del Signore, riponete la vostra fiducia in lui, che con la sua provvidenza verrà in aiuto ai vostri bisogni e di qua a due giorni ne vedrete certamente gli effetti”.
Il successo autenticò la sua promessa.
Un grande vascello infatti carico di frumento con tutta prosperità veleggiava verso Messina, quando all'improvviso sorpreso e sbattuto da fiera tempesta fu costretto ad abbandonarsi a seconda della corrente che lo condusse nel porto di Siracusa, dove, per salvare il naviglio, fu necessario alleggerirlo di quel peso.
Tutto ciò successe passati due giorni, come il buon padre aveva preannunziato dal pulpito, con indicibile ammirazione e contento dei siracusani, e provveduti in quell’estreme angustie, riconobbero la grazia del Signore loro predetta dal padre quaresimalista.»
Il ministro generale Clemente da Noto, suo conterraneo, lo scelse come consultore e compagno nella visita alle province dell'Ordine, e nel capitolo generale del 16 Maggio 1625 fu eletto ministro generale.
Si ricorda per essere stato il primo generale ad intraprendere la visita a tutte le province religiose dell'Ordine, allora circoscritte al solo continente europeo.
Durante il suo mandato redasse una lettera circolare sulla povertà e si adoperò affinché venissero introdotti i processi di beatificazione e canonizzazione di Geremia da Valacchia, Raniero da San Sepolcro e Lorenzo da Brindisi.
Scrisse alcuni commenti sulle Sentenze di Pietro Lombardo e su Aristotele; fece ultimare, inoltre, gli Annali del Boverio.
A motivo della malattia, che lo colpì durante la sua permanenza in Francia, non poté completare la visita a tutte le province dell'Ordine (rimasero escluse la Toscana e Genova).
Nell'ottobre del 1630 venne condotto a Napoli, in barella. Qui morì, all'età di 68 anni, il 4 febbraio 1631.
Dopo la morte i conterranei ne richiesero il corpo, ma riuscirono ad ottenere solamente il cuore, che fu conservato presso il convento di Noto fino alla soppressione degli ordini religiosi (1866); in seguito venne trasferito presso il convento di Sortino, dove tuttora si conserva, insieme ad un suo ritratto ad olio.